# スタディオ・サンテーリア
スタディオ・サンテーリア（Stadio Sant'Elia）は、イタリア・カリャリにある競技場。現在、カリアリ・カルチョがホームスタジアムとして使用している。
1970年に開場し、1989年に1990 FIFAワールドカップ開催の為に改築された。
かつては60,000人の収容人数を誇るスタジアムであったが、1989年の改築の際に収容人数を39,905人へと減らした。現在は、16,000人を収容することが可能である。
陸上トラックの存在によりピッチとの間に距離があり、特にゴール裏の席から試合観戦がしづらいという声により、2002-2003シーズンの前に、ゴール裏の席を陸上トラックの上に覆い被せるようにして増設した。